# Alma Hinding
Alma Hinding (née le 11 février 1882 à Svendborg (Danemark); morte le 24 décembre 1981 ) fut une actrice danoise du cinéma muet.

## Filmographie partielle
- 1912 : La Traite des marins (Shanghaiet) d'Eduard Schnedler-Sørensen
- 1912 : La Grande attraction (Dødsspring til hest fra cirkuskuplen) d'Eduard Schnedler-Sørensen
- 1912 : Le Plus Fort (Den stærkeste) d'Eduard Schnedler-Sørensen
- 1913 : Le Cabotin (Elskovs magt) d'August Blom
- 1913 : Les Amis de l'école d'officiers (Vennerne fra Officersskolen) d'Eduard Schnedler-Sørensen
- 1913 : Atlantis d'August Blom
- 1915 : L'Évangéliste (Evangeliemandens liv) de Holger-Madsen
- 1915 : Trold kan tæmmes de Holger-Madsen
- 1915 : Pour la patrie (Pro Patria) d'August Blom
- 1917 : Qui est-il ? (En ensom Kvinde) d'August Blom